# Gardejauratjtjärnen (Sorsele socken, Lappland, 729860-157044)
Gardejauratjtjärnen är en sjö i Sorsele kommun i Lappland och ingår i Umeälvens huvudavrinningsområde. Gardejauratjtjärnen ligger i Vindelälven Natura 2000-område.